# Harry Ferguson
Henry George (Harry) Ferguson, född 4 november 1884 i Growell i County Down, död 25 oktober 1960 i Stow-on-the-Wold i England, var en nordirländsk ingenjör och uppfinnare. 
Ferguson utvecklade bland annat den moderna traktorn med trepunktslänkage. 1953 slog Ferguson samman sitt företag med Massey-Harris och bildade Massey Ferguson. 

## Biografi
Harry Ferguson växte upp på föräldrarnas bondgård i Dromore på Nordirland tillsammans med åtta syskon. Han lärde sig mekanikeryrket i sin brors verkstad i Belfast 1900–1903. Han började första arbeta med motorcyklar och senare bilar. Han började sedan intressera sig för flyget och konstruerade 1908 ett eget flygplan. Vid ett försök 1909 flög han 120 meter och han var därmed den första att flyga ett flygplan på Irland. 
1911 följde grundandet av det egna företaget May Street Motors som konstruerade och tillverkade jordbruksredskap. Ferguson blev känd i Belfast för en plog utan hjul som kunde kopplas till en traktor. 1916 följde den första egna traktormodellen; mekaniken baserades på Fords T-modell. Efter första världskriget koncentrerades verksamheten på att konstruera traktorer där Ferguson utvecklade hydrauliken. Ett exempel på hydraulik som Ferguson utvecklade är Ferguson TE20, känd som "Grålle" i Sverige. Den hade hydrauliska trepunktslyften som med sin automatiska tyngdöverföring innebar att även en lätt traktor kunde dra förhållandevis stora redskap utan att slira. 
Traktorerna tillverkades först av Coventry Climax och senare av David Brown. När alliansen med David Brown avslutades 1937 flyttade Ferguson till USA och Ford började producera Ford-Ferguson N9. Samarbetet med Ford slutade 1945 då Ford valde att sluta tillverka jordbruksmaskiner. Efter andra världskriget återvände Ferguson till Storbritannien och från 1946 tillverkades hans traktorer av Standard Motor Company i Coventry. 1953 slog Ferguson samman sitt företag med Massey-Harris och bildade det som idag är Massey Ferguson.
Under 1950-talet involverades han i Tony Rolts arbete med fyrhjulsdrift för bilar och 1959 grundade Ferguson och Rolt företaget Ferguson Research Ltd. Som ett led i marknadsföringen byggdes formel 1-bilen Ferguson P99 till säsongen 1961, med företagets fyrhjulsdrift och motor från Coventry Climax. 1966 började Jensen Motors bygga en variant av sin Interceptor-modell med Fergusons fyrhjulsdrift.